# Libelloides ictericus
Libelloides ictericus là một loài côn trùng trong họ Ascalaphidae thuộc bộ Neuroptera. Loài này được Charpentier miêu tả năm 1825.